# Tommy Bond (attore)
Thomas Ross Bond, detto Tommy (Dallas, 16 settembre 1926 – Los Angeles, 24 settembre 2005), è stato un attore statunitense, noto per aver interpretato i personaggi di Tommy e Butch nella serie cinematografica Simpatiche canaglie.

## Biografia

### Il primo periodo nella serie
Tommy iniziò la carriera cinematografica nel 1931, quando fu notato da uno degli scout della serie. Fu uno dei co-protagonisti della serie, dal 1932 al 1934, interpretando Tommy, un ragazzino molto infantile e trasandato. Bond lasciò la serie dopo soli due anni, per frequentare la scuola elementare.

### Il secondo periodo nella serie
Dopo altri due anni Tommy tornò nella serie, ma con un ruolo ben diverso, entrato molto di più nella memoria collettiva. Era Butch, una terribile peste che ne combinava di tutti i colori, sempre pronto a litigare con Spanky e soprattutto con Alfa-Alfa, anche per motivi sentimentali. Tutt'e due infatti erano innamorati di Darla. Nel primo cortometraggio, Butch ingaggiò addirittura un incontro di pugilato con Alfa-Alfa, per nulla pratico di ciò. Butch era nettamente favorito, ma perse per il sabotaggio di Porky e Buckwheat. Bond lasciò la serie, stavolta definitivamente, nel 1940. Curiosamente dopo un cortometraggio fu Waldo a lasciare la serie, e in quello ancora seguente fu proprio Alfa-Alfa a lasciarla.

### Età adulta
Dopo aver servito nell'esercito statunitense nella seconda guerra mondiale, Bond ricominciò la carriera d'attore, recitando in altri 73 film. Morì nel 2005 per un attacco cardiaco, poco dopo il suo 79º compleanno. La sua salma riposa nel Riverside National Cemetery, in California.

## Riconoscimenti
- Young Hollywood Hall of Fame (1930's)

## Autobiografia
- Tommy Bond (con Ronald Genini), Darn Right It's Butch: Memories of Our Gang (Morgin Press Inc, 1994)